# Lakeside Park
Lakeside Park és una població dels Estats Units a l'estat de Kentucky. Segons el cens del 2000 tenia 2.869 habitants.

## Demografia
Segons el cens del 2000, Lakeside Park tenia 2.869 habitants, 1.237 habitatges, i 755 famílies. La densitat de població era de 1.438,6 habitants/km².
Dels 1.237 habitatges en un 27,4% hi vivien nens de menys de 18 anys, en un 49,9% hi vivien parelles casades, en un 8% dones solteres, i en un 38,9% no eren unitats familiars. En el 31,9% dels habitatges hi vivien persones soles el 12,2% de les quals corresponia a persones de 65 anys o més que vivien soles. El nombre mitjà de persones vivint en cada habitatge era de 2,3 i el nombre mitjà de persones que vivien en cada família era de 2,95.
Per edats la població es repartia de la següent manera: un 23% tenia menys de 18 anys, un 10,8% entre 18 i 24, un 27,6% entre 25 i 44, un 23,4% de 45 a 60 i un 15,2% 65 anys o més.
L'edat mediana era de 37 anys. Per cada 100 dones de 18 o més anys hi havia 85,6 homes.
La renda mediana per habitatge era de 50.781 $ i la renda mediana per família de 70.000 $. Els homes tenien una renda mediana de 50.171 $ mentre que les dones 30.329 $. La renda per capita de la població era de 29.711 $. Entorn del 0,5% de les famílies i l'1,2% de la població estaven per davall del llindar de pobresa.

## Poblacions més properes
El següent diagrama mostra les poblacions més properes.